# Argyrogrammana sebastiani
Argyrogrammana sebastiani is een vlindersoort uit de familie van de prachtvlinders (Riodinidae), onderfamilie Riodininae.
Argyrogrammana sebastiani werd in 1995 beschreven door Brévignon.